# Auftragnehmer
Der Auftragnehmer ist die Vertragspartei, die von einem anderen, dem Auftraggeber, im Rahmen eines Auftrags ein Geschäft zur unentgeltlichen Besorgung übernimmt. Das Gesetz spricht in den §§ 662 ff. BGB vom Beauftragten.
Die Hauptvertragspflicht des Beauftragten besteht in der Besorgung des ihm übertragenen Geschäfts. Die Besorgung hat er mit der im Verkehr erforderlichen Sorgfalt und im Interesse des Auftraggebers wahrzunehmen. Die Ablehnung eines Auftrags hat ihm der Beauftragte gemäß § 663 BGB anzuzeigen. Zwar übt der Beauftragte die Geschäftsbesorgung selbständig und eigenverantwortlich aus, gleichwohl hat er Weisungen des Auftraggebers zu befolgen und im Falle von Abweichungen bei der Durchführung klarzustellen (§ 665 BGB). Weiterhin treffen ihn Rechnungslegungspflichten (§ 666 BGB), die Herausgabe des Erlangten (§ 667 BGB) und gegebenenfalls Verzinsungspflichten (§ 668 BGB). Andererseits darf er vollständigen Ersatz seiner Aufwendungen (§ 670 BGB) und dazu auch Vorschüsse (§ 669 BGB) verlangen.
Schließt der Auftragnehmer – im Rahmen der grundsätzlichen Unübertragbarkeit der Geschäftsbesorgung im Sinne des §§ 664 (Hintergrund: persönliches Vertrauensverhältnis) – mit einem Dritten einen Vertrag dergestalt, dass dieser sich zur Erbringung der dem Auftraggeber geschuldeten Leistung oder eines Teiles davon verpflichtet, so nennt man diesen Dritten Unterauftragnehmer.

## International
In Österreich ist der Beauftragte nach § 1009 ABGB verpflichtet, das Geschäft auftragsgemäß zu besorgen. Erfüllt der Auftragnehmer seine vertraglichen Pflichten nicht, steht dem Auftraggeber nach § 1052 ABGB das Recht zu, seine Gegenleistung zu verweigern. Der Tod des Auftraggebers oder Beauftragten beendet im Regelfall den Auftrag (§ 1022 ABGB). 
Das Recht des Auftraggebers ist in der Schweiz ähnlich wie in Deutschland geregelt (Art. 394 ff. OR), allerdings auch entgeltlich und auch Arbeitsverträge umfassend. Wer obrigkeitlich als Beauftragter bestellt wird (etwa als Pflichtverteidiger) oder Aufträge gewerbsmäßig entgegennimmt (Kreditinstitute) oder sich zur Besorgung von Aufträgen öffentlich empfohlen hat, ist zur sofortigen ausdrücklichen Ablehnung eines ihm erteilten Auftrages gehalten, ansonsten gilt der Vertrag als stillschweigend geschlossen. Das ändert nichts daran, dass der Auftrag jederzeit frei widerruflich bleibt (Art. 404 OR).